# Grand Army Plaza (Manhattan)
Pour la place de Brooklyn, voir Grand Army Plaza (Brooklyn).
Grand Army Plaza est une place de l'arrondissement de Manhattan, à New York.
Grand Army Plaza est située au sud de Central Park, à l'angle de la Cinquième Avenue et de la 59e rue. Le célèbre Plaza Hotel est situé à l'angle de la place.

## Historique
L'idée de la place a été proposée par le sculpteur Karl Bitter en 1898. Elle a été rénovée en 1990 et en 2013 et elle comporte plusieurs statues, donc celle de William Tecumseh Sherman.